# Galenbecker See

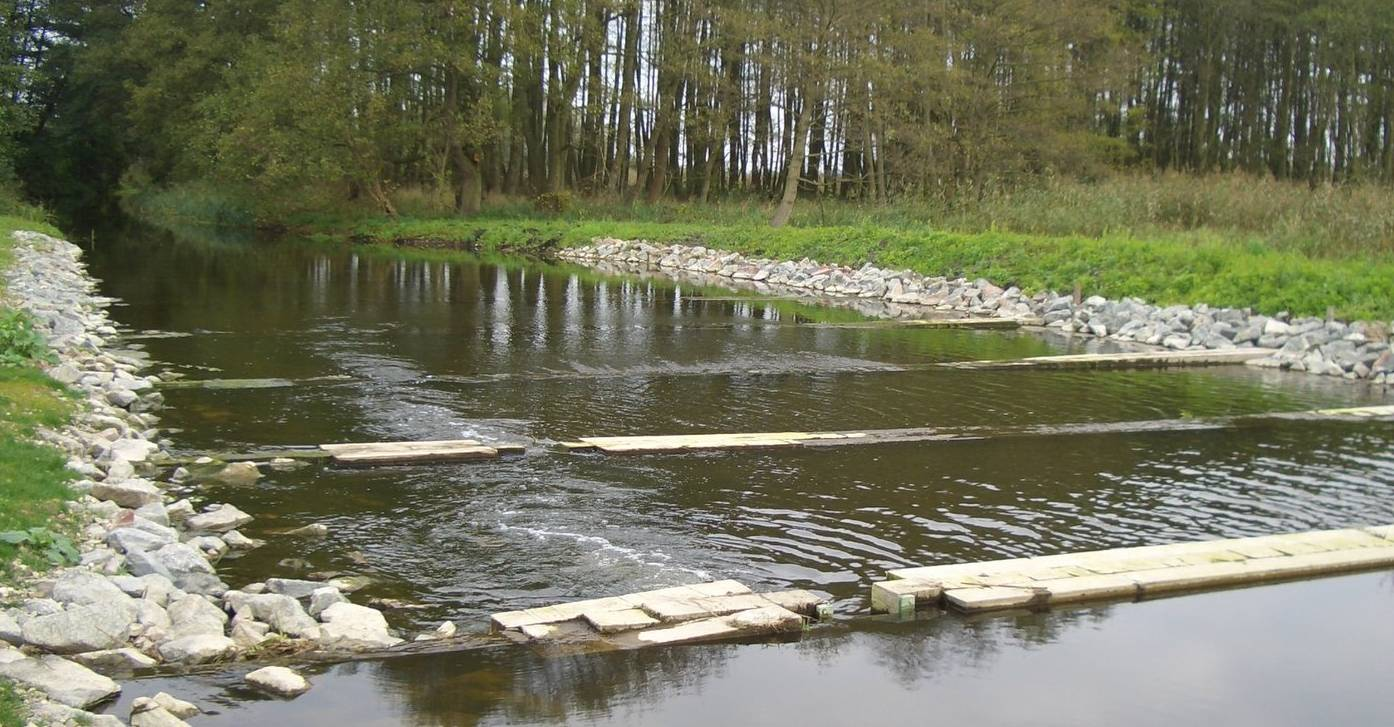
Zufluss: Golmer Mühlbach mit Fischtreppe

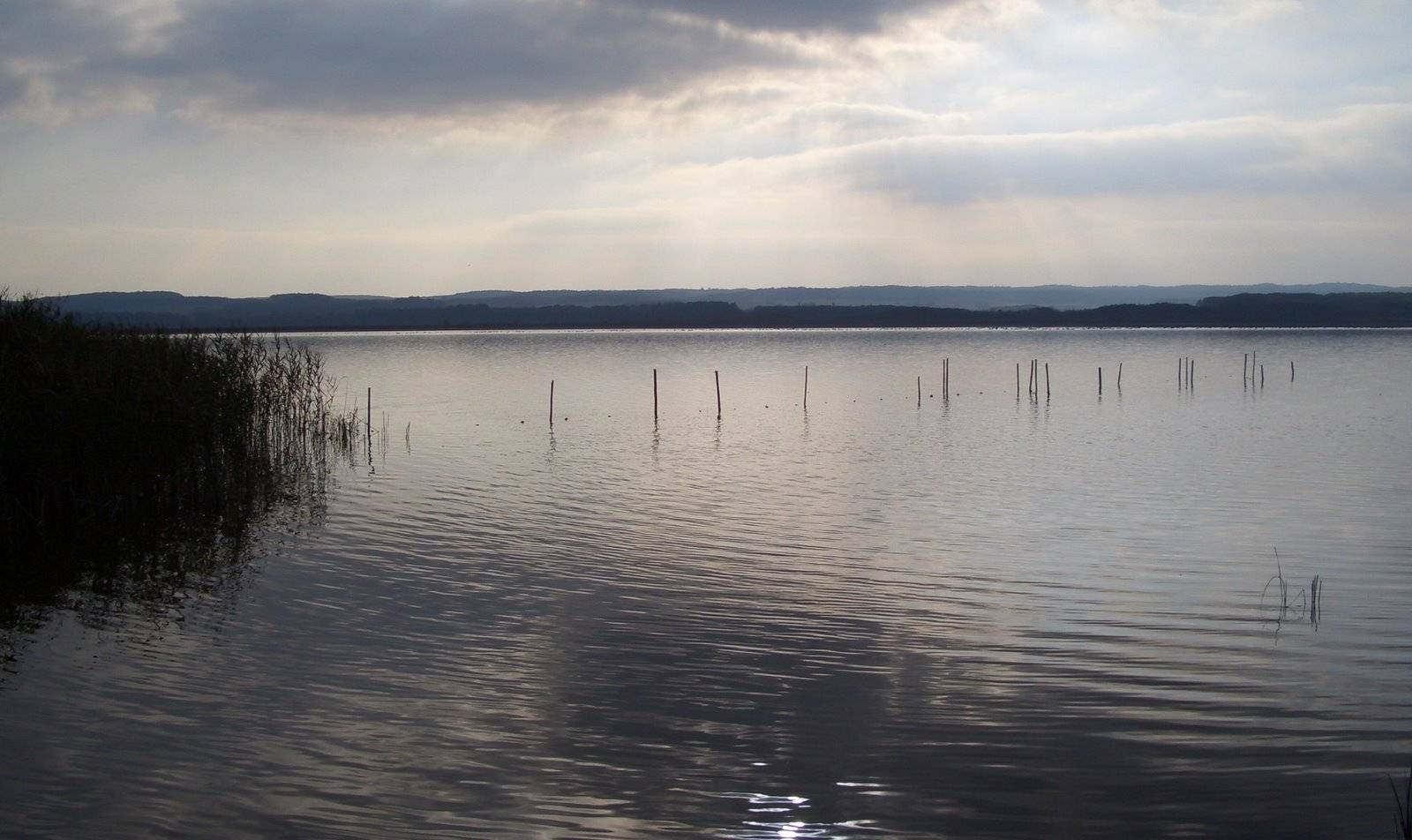
Blick von Osten auf den See

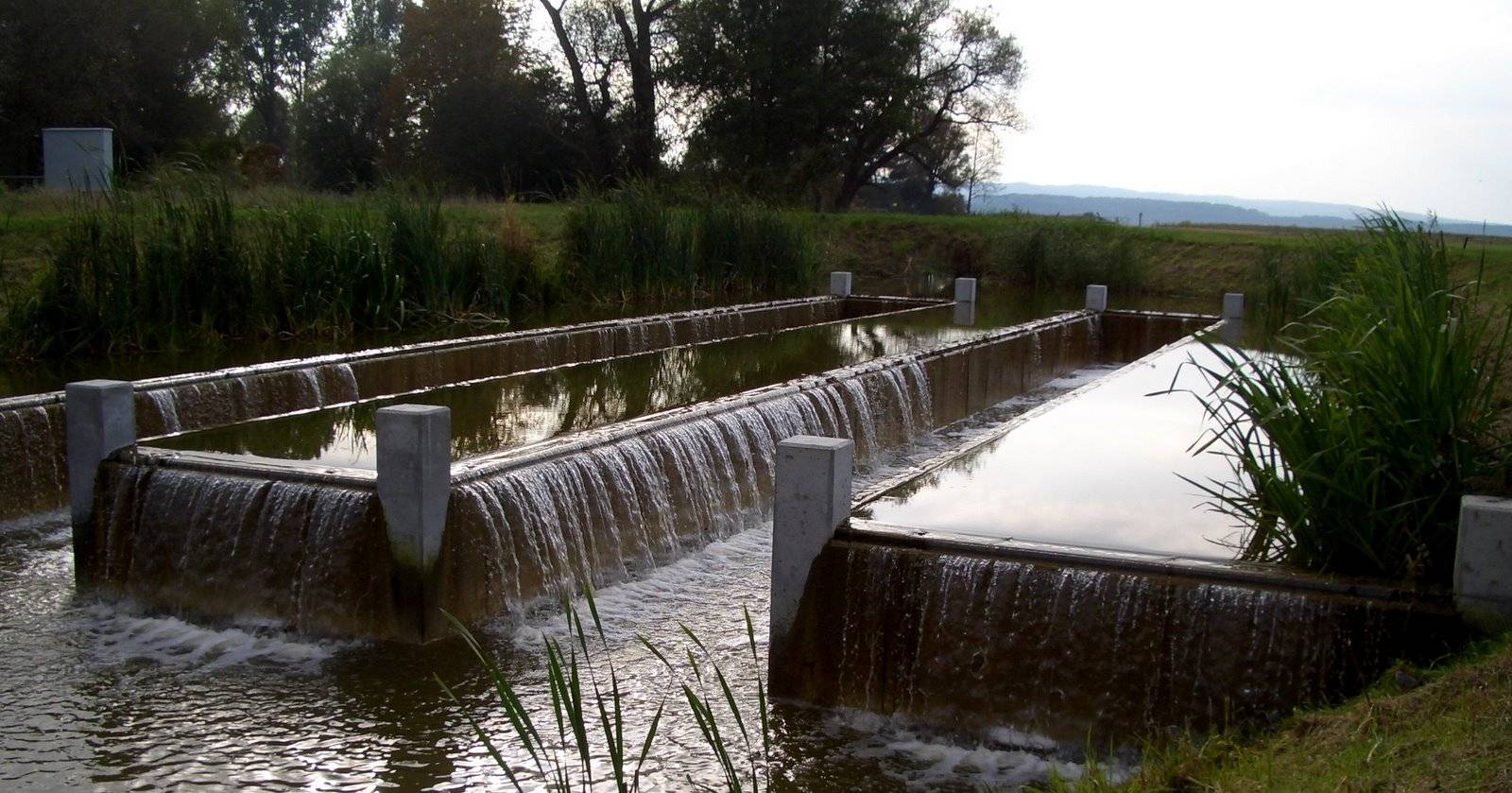
Abfluss: Weißer Graben im Osten

Der Galenbecker See in Mecklenburg-Vorpommern liegt im Landkreis Mecklenburgische Seenplatte. Seine Nord- und Ostufer grenzen an den Landkreis Vorpommern-Greifswald. Er wird durch eine Halbinsel, die Teufelsbrücke, in zwei etwa gleich große Becken geteilt. Das sind der Obersee im Nordwesten und der Untersee im Südosten. Der See liegt nördlich der gleichnamigen Gemeinde Galenbeck und südlich der Friedländer Großen Wiese. Er hat eine ungefähre Länge von 4,2 Kilometern und eine Breite von zwei Kilometern bei einer durchschnittlichen Tiefe von nur 75 cm.

## Geschichte und Wasserhaushalt
Der Galenbecker See entstand durch die letzte Eiszeit als größere Toteisform im Bereich der heutigen Friedländer Großen Wiese. Beckensande des Haffstausees lagerten sich in der Folgezeit ab und ein Flachsee entstand, der in der Folgezeit vom Rand her verlandete. Noch im 18. Jahrhundert zeigen sich die Flächen in der Schmettauschen Karte von 1780 waldfrei. Gegen Ende des 18. Jahrhunderts begannen Kultivierungsmaßnahmen mit dem Ziel, landwirtschaftliche Nutzung zu betreiben und Torf abzubauen. Der Galenbecker See wurde über den Weißen Graben und die Zarow in Richtung des Stettiner Haffs entwässert. Feuchtwiesen stellten sich ein, die mit Pfeifengras bestanden waren.
Das Gewässer wurde im Zweiten Weltkrieg als Trainingsgelände für Bomberpiloten verwendet. Im Jahr 1965 wurde der See als sogenanntes „Karpfenintensivgewässer“ eingerichtet. In der Folge verschwand die „Aegagrophila sauteri“ und der See wurde durch Zusammenwirken verschiedener Faktoren stark eutrophiert. Hauptquellen für Stickstoff- und Phosphoreinträge waren vor allem Zuleiter und Einträge aus der Luft, zum geringen Teil auch der Kot rastender Wasservögel. Gleichzeitig spielten wegen der geringen Wassertiefe seeninterne Rücklöseprozesse aus den kontaminierten Sedimenten eine wichtige Rolle. Als Folge war das Wasser in nahezu jeder Vegetationsperiode stark eingetrübt und die Unterwasserflora fast gänzlich verschwunden, Ergebnis der regelmäßigen Fütterung mit Getreide sowie der Wühltätigkeit der Fische im Sediment. Der fischereiliche Einfluss ist heute aber relativ gering. Seit Jahren findet kein Karpfenbesatz mehr statt. Durch Eigenvermehrung der Karpfen werden gegenwärtig nur Erträge von ca. 3 kg/ha*a erzielt. Regelmäßig erfolgt eine Weißfischentnahme mit Zugnetz.
Ein gegen Ende des 20. Jahrhunderts zunehmendes Problem war die Entwässerung der Grünlandflächen rings um den See. Durch den Wasserentzug kam es zu Abbau- und Schrumpfungsprozessen in den Niedermoortorfen, die das Seeufer bilden. Die Folge war ein langsames, aber stetiges Sinken des Seespiegels durch die Senkung der Uferzonen des Gewässers. Bei starkem Wasserzufluss (Winter, Frühjahr) führten diese Erscheinungen vor allem am Nordufer, stellenweise auch im Osten zum Überlaufen der Seeufer in das Grabensystem des benachbarten Grünlandes und der infolge der Entwässerung entstandenen Wälder. Im Sommer fehlte das Wasser und der Spiegel des ohnehin sehr flachen Sees senkte sich erheblich.

## Pflanzen- und Tierwelt
Die bis in die 1970er Jahre im See vorkommenden Armleuchteralgen waren in den 1990er Jahren überwiegend verschwunden, offenbar eine Folge der regelmäßigen starken Algenblüten in dem nunmehr meist polytrophen Gewässer. Bekannt wurde der See früher vor allem durch seinen Wildschwanbestand, später als international bedeutsamer Kranichrastplatz und Schlafplatz von etlichen Tausend Waldsaat- und Blässgänsen. Im Laufe der Zeit wurde eine Anzahl von seltenen Pflanzenarten gefunden, z. B. die Mehlprimel als glaziales Relikt auf den an den See angrenzenden Niedermoorwiesen und mehrere Orchideenarten. Bemerkenswerte Brutvögel waren in den letzten Jahrzehnten Seeadler, Kranich, Blaukehlchen, Drosselrohrsänger, Schilfrohrsänger, Bart- und Beutelmeise sowie der Eisvogel. Die für größere Flachseen mit gutem Schilfbestand typischen Lappentaucher, Entenarten, Möwen und Seeschwalben kamen dagegen nur in kleiner Anzahl vor oder fehlten völlig, eine Folge der stetigen Verschlechterung des für diese Arten geeigneten Nahrungsangebots und weiterer Habitateigenschaften. Der Fischotter kommt im Gebiet ebenfalls vor.
Die Auswirkungen des Sanierungsprojekts (s. u.) auf den See sind erheblich. Insbesondere mehrere Vogelarten profitierten davon und konnten ihre Bestände vervielfachen (z. B. Haubentaucher, Schwäne, Entenarten), einige Arten kamen neu hinzu (z. B. Rothalstaucher, Schwarzhalstaucher, Lachmöwe und Weißbartseeschwalbe). Dabei ist zu berücksichtigen, dass nicht nur die Qualität des eigentlichen Sees verbessert wurde, sondern dass infolge der Maßnahmen jetzt zwei Gewässer mit unterschiedlichen Eigenschaften bestehen.

## Naturschutz und Sanierung
Der See und dessen Ufer sind seit 5. September 1938 aufgrund seiner großen Biodiversität eines der ältesten Naturschutzgebiete Deutschlands. Im Jahr 1993 wurde das Naturschutzgebiet durch die Einbeziehung der umliegenden Moore auf 1885 Hektar vergrößert. Der Gebietszustand musste jedoch als unbefriedigend eingestuft werden, da durch Nutzungsintensivierung in angrenzenden Moorflächen, vor allem fortgesetzte starke Entwässerung, vormals häufige wertgebende Arten verschwanden (s. o.).
Zum 31. Juli 1978 zu einem Feuchtgebiet internationaler Bedeutung nach der Ramsar-Konvention ernannt.
Seit den 1990er Jahren wurde ein Sanierungsprojekt zur Erhaltung des Sees und wertvoller Bestandteile der zum Naturschutzgebiet gehörenden Moorflächen vorbereitet. Im Jahr 2005 wurde mit ersten Bauarbeiten begonnen, inzwischen ist der bauliche Teil des Projekts umgesetzt.

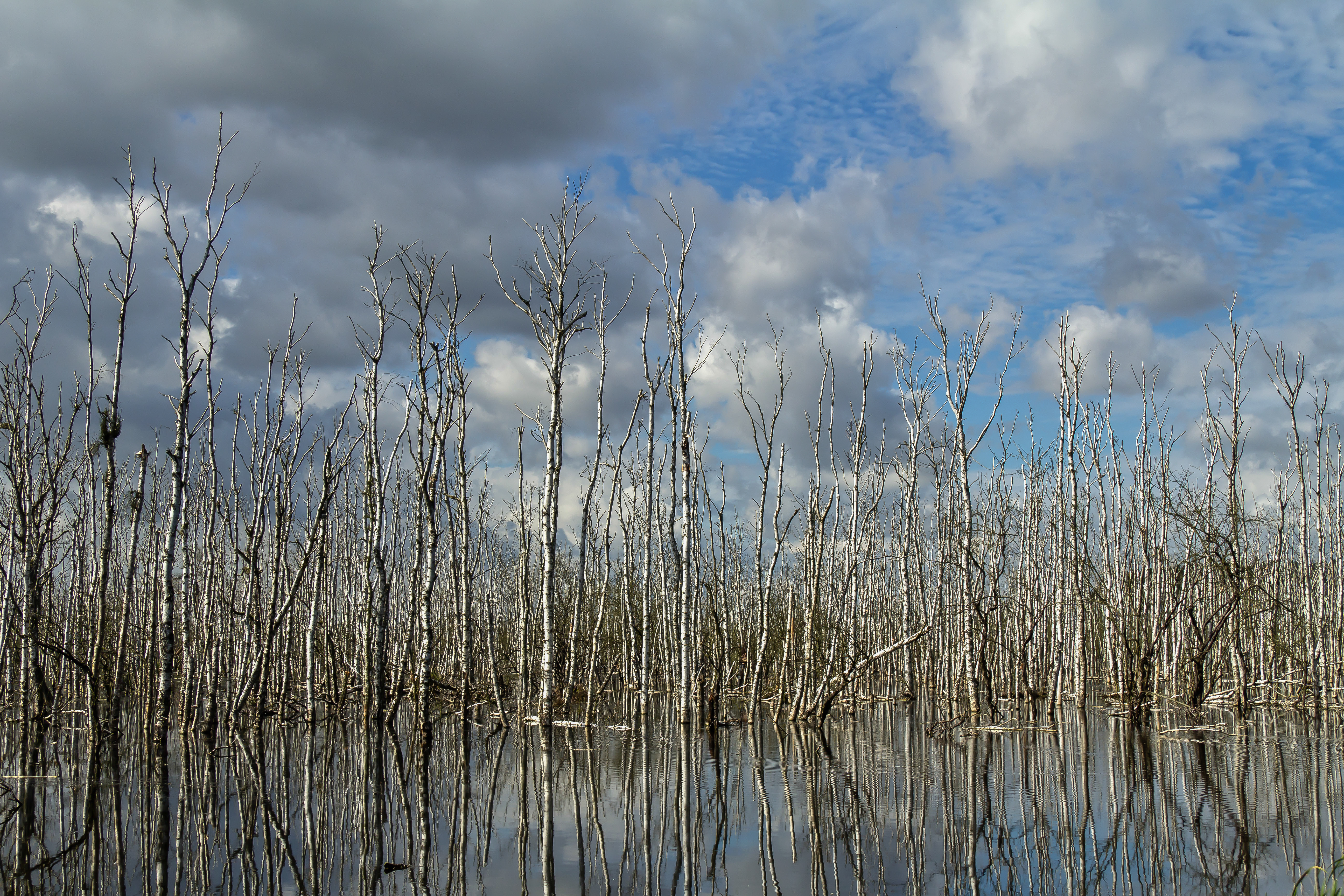
Überschwemmungsfläche am See

Das Projekt zielt zunächst auf die Stabilisierung der nördlichen und östlichen Uferzone des Galenbecker Sees durch eine an den See anschließende „Vernässungszone“ mit einem „künstlichen Uferstreifen“ in Form eines flachen Damms. Die natürlichen Seeufer bestehen aus Niedermoortorf und wurden durch die vieljährige Entwässerung so stark geschädigt, dass der Bestand des Sees durch ein Auslaufen in die Entwässerungsgräben benachbarter Flächen gefährdet war. Obwohl der Wasserstand in der Vernässungszone niedriger als im See ist, kann durch dieses Reservoir eine ständige Durchfeuchtung der Seeufer erreicht werden, bei ausreichenden Wasserständen kann auch mit Moorwachstum und nachhaltiger Stabilisierung gerechnet werden. Außerdem bildet die Vernässungszone eine stark gegliederte, facettenreiche und von erheblicher Dynamik geprägte Gewässer- und Moorlandschaft. Die außerordentlichen Niederschlagsüberschüsse der Jahre 2010 und 2011 sowie die Versuche 2012, die daraus resultierende Belastung für die errichteten Anlagen zu mindern, zeigen, dass die Steuerung des Sanierungsprozesses auch künftig eine Herausforderung bleiben wird.
Zu einer Verbesserung der Qualität des Sees selbst kann das Projekt nur teilweise beitragen, indem die Qualität des Wassers im Mühlbach (Hauptzufluss) durch Steuerung des Zuflusses und Nährstoffrückhaltung graduell erhöht wird. Ergänzend müssten Sanierungen im Wassereinzugsgebiet erfolgen. Die Auswirkungen auf die Wasserqualität des Sees sind dennoch erheblich. Seit 2008 werden im Frühjahr wieder ausreichend lange Klarwasserstadien erreicht, die eine Entwicklung von Wasserpflanzen ermöglichen. Jetzt bedecken jährlich dichte Bestände von Armleuchteralgen (Characeae) und weitere Arten submerser Makrophyten den Grund des Gewässers. Sie stellen die Nahrung für Pflanzen fressende Vogelarten, die hier brüten und in großer Zahl rasten, vor allem Höckerschwan und Blässhuhn sowie verschiedene Enten. Der von den Unterwasserpflanzen gebildete Lebensraum (Phytal) ist jedoch für weitaus mehr Tierarten bedeutsam, denn seine aus zahlreichen wirbellosen Arten zusammengesetzte Lebewelt ist die Grundlage für die Reproduktion der für eutrophe Klarwasserseen typischen Fischarten sowie für viele Tausend Enten mehrerer Arten (vor allem Schnatterente, Tafelente und Reiherente), die hier jährlich mehrere Monate verbringen.
Die Flächen um den See liegen im Eigentum der Stiftung Umwelt- und Naturschutz Mecklenburg-Vorpommern und sind nach EU-Recht als FFH- und Vogelschutzgebiet eingestuft.